# Абсеметов, Марат Оралбаевич
Марат Оралбаевич Абсеметов (17 апреля 1960 года, Балхаш, Казахская ССР, СССР) — казахский учёный, академик Академии художеств Республики Казахстан, доктор исторических наук, кандидат филологических наук, профессор.
Первый лауреат Национальной премии имени Мухтара Ауэзова Национальной Академии наук Республики Казахстан (3 апреля 1991 г.), делегат VI съезда Союза Журналистов СССР (Москва, 1987 г.), стипендиат Советского фонда культуры (1988—1991), обладатель гранта Миннауки (1993—1995 гг.).
Выпускник факультета журналистики КазГУ им С. М. Кирова.
Дочь — Алия (род. 1984) депутат казахстана.

## Биография
1981—1983 годы — служба в Советской Армии, в Военно-Воздушных силах. 1983—1984 годы — редактор общественно-политических передач Джезказганского областного телевидения. 1984—1987 годы — главный редактор газеты «Огни Жайрема». 1987—1993 годы — научный сотрудник Института литературы и искусства им. Мухтар Ауэзова. 1993—1999 годы — заведующий отдела научного наследия Института Востоковедения, проректор университета «Алаш», директор научно-информационного центра Казахско-Американского университета (КАУ). 1999—2006 годы — начальник учебного центра Финансовой Академии и Таможенного комитета РК, главный редактор республиканского научно-экспертного журнала «Таможенный вестник» и газеты «Кеден-Gustoms». 2007—2009 годы — независимый директор, член Совета директоров телерадиокомплекса Президента РК. 2009—2011 годы — заместитель генерального директора Национального архива РК. 2011—2016 годы — генеральный директор Национального архива РК. 2016—2017 годы — председатель Евро-Азиатского географического общества РК. В данное время на государственной службе.
С 26 февраля по 26 апреля 2015 года, решением городского маслихата назначен председателем избирательной комиссии по выборам Президента РК района «Есиль» г. Астаны. С 2010 года член городской ономастической комиссии акимата Астаны.

## Научная деятельность
23 декабря 1991 года М. Абсеметов впервые в казахстанской науке защитил кандидатскую диссертацию, посвящённую деятелю Алаш-Орды. Им впервые были систематизированы и составлены труды идеолога Алаш-Орды Миржакипа Дулатова (1885—1935) — «Пробудись, казах!» (1991), «Избранные сочинения» (однотомник, 1991 г.), «Избранные сочинения» (в двух томах, 1996—1997 гг.), а также книгу воспоминании Гульнар Дулатовой «Свет истины» (Караганда, 1995 г.).
8 июня 1990 года, в ходе продолжительных научно-исследовательских изыскании, М. Абсеметовым было найдено место захоронения репрессированного государственного и политического деятеля, поэта Миржакипа Дулатова (официальная справка, выдана за подписью председателя Сосновецкого поселкового совета С. В. Фроловой и старожилов, свидетелей захоронения). Официальное сообщение Казахского телеграфного агентства под названием «На земле далёкой Карелии» было опубликовано 26 июля 1990 года. Полная информация представлена в статье М. Абсеметова «Мягка ли под тобой земля?», опубликованная в газете «Қазақ әдебиеті» (Казахская литература) 10 августа 1990 года. Автор статьи стал лауреатом газеты «Қазақ әдебиеті» за 1990 год. 18 сентября 1992 года, после проведённых экспертиз, тело М.Дулатова было привезено из Карелии и перезахоронено в Тургае, на родине поэта. По данному событию были сняты документальные фильмы: «Возвращение Миржакипа» (1993 г., автор Амантай Сатаев, реж. Калила Омаров), "М. Дулатов. Тайны, судьбы, имена (2017 г., автор Майя Бекбаева), М. Абсеметов «Возвращение Миржакипа». /Документальная хроника, с предисловием Гульнар Дулатовой/ (1995) и другие материалы.
2 апреля 1991 года по анонимному доносу состоялось заседание первичной партийной организации Института литературы и искусства им. Мухтара Ауэзова по поводу издания М. Абсеметовым без разрешения руководства и предварительной ревизии книги алашординца М. Дулатова «Пробудись, казах!» (издательство «Алтын Орда», тираж 100 тысяч). За грубое нарушение партийной дисциплины М. Абсеметов был освобождён от обязанностей заместителя секретаря партбюро парторганизации и исключён из рядов КПСС. По просьбе академиков Шамшии Канышевны Сатпаевой, Лейлы Мухтаровны Ауэзовой и Заки Ахметова руководство Института оставило его на должности научного сотрудника и разрешило продолжать исследования по деятельности М. Дулатова.

## Научные труды
Автор книг и монографии — «Полководец Агыбай Конырбайулы» (1992), «Деятельность Миржакипа Дулатова в начале XX века» (1995), «Возвращение Миржакипа». /Документальная хроника, с предисловием Гульнар Дулатовой/ (1995), учебник «Таможенное дело Казахстана: история, опыт, перспективы» (2001), «Таможенный русско-казахский словарь-пособие» (2003), «Сакен Сейфуллин — Председатель Совета народных комиссаров Казахстана» (2006), «Астана — город с тысячелетней историей» (2009), «Ханнаби тархан» (2013), монография «Россия-Казахстан: вклад учёных в Великую Победу» (Томск, 2017), «По зову Алаш…» (2017), «Источники генеалогии: документальные факты и легенды» (2018), а также опубликовано более 500 научных, исторических и публицистических статей.

## Награды
Награждён государственными наградами: медалями «За трудовую доблесть» (2014 г.), «Конституции Республики Казахстан 20 лет» (2015 г.), «Астана 20 лет» (2018 г.), благодарностями Президента РК (2012, 2017 гг.), а также медалью «Академик А. Л. Яншин» Академии Горных наук РФ (Москва, 2011 г.) и международным орденом «Академик В. И. Вернадский» (Париж, 2013 г.).